# Turinsk
Turinsk (russisch Туринск) ist eine Stadt in der Oblast Swerdlowsk (Russland) mit 17.925 Einwohnern (Stand 14. Oktober 2010).

## Geografie
Die Stadt liegt im Westen des Westsibirischen Tieflandes, etwa 250 km nordöstlich der Oblasthauptstadt Jekaterinburg am rechten Ufer der Tura, eines linken Nebenflusses des Tobol im Flusssystem des Ob.
Turinsk ist Verwaltungszentrum des gleichnamigen Rajons.
Die Stadt liegt an der 1916 eröffneten Eisenbahnstrecke Jekaterinburg – Tawda. Die Station der Stadt heißt Turinsk-Uralski.

## Geschichte

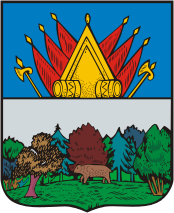
Altes Stadtwappen (1785)

Turinsk entstand 1600 als Ostrog an der Land- und Flussroute in die neu eroberten Gebiete Sibiriens (später Sibirischer Trakt genannt), nachdem die hier gelegene Siedlung Jepantschin(-Jurt), Zentrum der Besitzungen des Chantenfürsten Jepansy, 1581 von einer Einheit des Kosakenatamans Jermak zerstört worden war.
Der Ort war besonders in der ersten Hälfte des 17. Jahrhunderts Zentrum der russischen Kolonisation Sibiriens und erhielt 1689 Stadtrecht, verlor seine Bedeutung als Handels- und Verkehrszentrum jedoch im Verlaufe des 18. Jahrhunderts.
Bis zum Beginn des 20. Jahrhunderts war die Stadt Zentrum des Kunsthandwerks (Holzschnitzerei, Goldstickerei, Ikonenmalerei) sowie des Schuster- und Schmiedehandwerks.
In Turinsk befand sich das Kriegsgefangenenlager 197 für deutsche Kriegsgefangene des Zweiten Weltkriegs.

### Bevölkerungsentwicklung
| Jahr | Einwohner |
| ---- | --------- |
| 1897 | 3.167     |
| 1926 | 4.500     |
| 1939 | 10.444    |
| 1959 | 18.838    |
| 1970 | 22.216    |
| 1979 | 22.899    |
| 1989 | 23.189    |
| 2002 | 19.313    |
| 2010 | 17.925    |

Anmerkung: Volkszählungsdaten (1926 gerundet)

## Kultur und Sehenswürdigkeiten
In Turinsk gibt es ein Heimat- und ein Dekabristenmuseum (hier befanden sich mehrere Dekabristen, unter ihnen Puschkins Freund Iwan Puschtschin, in Verbannung).
Turinsk ist auch balneologischer Kurort auf Grundlage von 37 °C warmen Iod-Brom-Heilwasser.

## Wirtschaft
Hauptwirtschaftszweig ist die holzverarbeitende Industrie (Zellulose, Papier, Streichhölzer). Außerdem gibt es einen Zulieferbetrieb für das Ural-Motorradwerk in Irbit sowie Lebensmittelindustrie auf Grundlage der im Umland der Stadt erzeugten Agrarprodukte (Getreide, Rinder, Schweine).

## Söhne und Töchter der Stadt
- Margarita Terechowa (* 1942), Schauspielerin
- Juri Sorin (* 1947), Hürdenläufer und Sprinter